# Battaglia di Mersivan
La battaglia di Mersivan fu una schermaglia combattuta tra i crociati europei e i turchi selgiuchidi guidati da Kilij Arslan I nell'Anatolia settentrionale durante la crociata del 1101, più precisamente nel mese di agosto. In quell'occasione, i turchi sconfissero in maniera netta i cristiani che, secondo le stime, persero quattro quinti del loro esercito presso le montagne della Paflagonia a Mersivan (Mersifon).

## Contesto storico

I percorsi compiuti dagli eserciti cristiani nell'ambito della crociata del 1101

Il 13 settembre 1100, un gruppo di lombardi partì dall'Italia settentrionale sotto la guida dell'arcivescovo di Milano Anselmo IV da Bovisio, affiancato da Alberto, conte di Biandrate, dal conte Ghiberto di Parma e da Ugo di Montebello. Quanto al loro numero, oltre alle donne e ai bambini al seguito, vi sono diverse incertezze: Alec Mulinder è tra gli autori moderni che più di ogni altro ha circoscritto il dato, sostenendo che il solo numero di combattenti fosse pari a 8 000. Presto sia l'arcivescovo sia il conte di Biandrate, che veniva considerato come il comandante militare in pectore dell'esercito, si sarebbero resi conto di non essere in condizioni di farsi obbedire da un così numeroso seguito.
L'imperatore Alessio I Comneno li scortò attraverso la penisola balcanica, ma quando essi giunsero a Costantinopoli scoppiarono diversi tafferugli quando furono spronati ad attraversare il Bosforo. Una riconciliazione definitiva avvenne tramite il conte Raimondo IV di Tolosa, il quale aveva trascorso l'inverno del 1100-1101 come ospite di Alessio e di cui ne godeva della completa fiducia. A Nicomedia, attesero l'arrivo di altri crociati guidata dal conte Stefano II di Blois, a cui si erano uniti molti altri cavalieri francesi del nord, fiamminghi e borgognoni scortati da Stefano di Borgogna, Ugo II di Broyes e dal vescovo di Soissons. Mentre procedevano vennero raggiunti da un piccolo contingente tedesco al comando di Corrado, conestabile dell'imperatore Enrico IV, stimato in 2 000 unità.
Durante gli ultimi giorni di maggio, si partì da Nicomedia lungo la via che conduceva a Dorileo; l'esercito era composto da francesi, tedeschi, lombardi e alcuni romei comandati dal generale Zita, sotto il quale si trovavano anche cinquecento mercenari turchi, probabilmente peceneghi. Stefano di Blois raccomandò perciò che l'esercito seguisse la via percorsa dalla prima crociata per Dorileo e Iconio e Raimondo, obbedendo alle istruzioni dategli da Alessio e avendo già proceduto qualche anno prima lungo la stessa strada, si trovò d'accordo con lui. Al contrario i lombardi, che costituivano il grosso dell'esercito, espressero il proprio dissenso esprimendo il desiderio di liberare il loro eroe Boemondo, l'unico guerriero di cui avessero cieca fiducia e che però era in quel momento prigioniero dell'emiro danishmendide nel castello di Neocesarea tra Sivas e Trebisonda, nella remota regione nord-orientale dell'Anatolia. A quel punto, il seguito partì alla volta di Ankara, conquistata facilmente, ma cominciò a soffrire innegabili difficoltà perché i selgiuchidi del sultano Kilij Arslan I applicarono la tattica della terra bruciata e costrinsero alla fame i loro avversari. Quando il seguito crociato raggiunse Gangra, i selgiuchidi si erano radunati e avevano visto arrivare anche i rinforzi spediti da Aleppo. L'arrivo di queste truppe musulmane di supporto rese la fortezza inespugnabile e la scarsità di risorse reperite saccheggiando le campagne circostanti impose ai crociati di proseguire. Il caldo di luglio si fece opprimente e, in cerca di una soluzione, i combattenti si convinsero a seguire il consiglio di Raimondo, il quale suggeriva di procedere a nord verso Kastamonu e da lì verso qualche avamposto bizantino sul mar Nero. È possibile che il nobile sperasse di riguadagnarsi il favore di Alessio Comneno riconquistando quella che era la città di origine della dinastia regnante a Costantinopoli. Nelle vicinanze di Kastamonu, i comandanti compresero chiaramente che la sola possibilità di salvezza consisteva nel raggiungere la costa, ma ancora una volta i lombardi rifiutarono di aderire a questo suggerimento. Forse attribuivano le loro attuali difficoltà all'idea di Raimondo di deviare verso Kastamonu, oppure ancora pensavano che lasciato il territorio selgiuchida sarebbe stato agevole marciare in quello danishmendide, probabilmente meno presidiato. L'ostinazione dello schieramento lombardo costrinse gli aristocratici europei a virare la marcia verso oriente, in quanto erano troppi pochi per potersi dirigere a nord con la sicurezza di giungervi illesi. Così, dopo quindici giorni di marcia da Gangra, tornarono indietro sulla strada verso Neocesarea.

## La battaglia

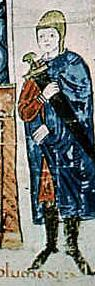
Combattente lombardo-toscano del 1100 circa, Vita Mathildis

Quando guadarono fiume Ali, i crociati fecero il loro ingresso nei territorio danishmendide, dove eseguirono un «insensato» saccheggio ai danni di un villaggio abitato da greci cristiani, come testimonia anche Anna Comnena. Nel mese di agosto raggiunsero i dintorni della città di Mersivan e lì vi si accamparono, a metà strada tra il fiume e Amasea.
L'intero esercito turco si preparò a sconfiggere definitivamente il proprio nemico, pianificando di attaccare prima dalla distanza e di vanificare così la superiorità avversaria nel corpo a corpo. Benché alcuni elementi risultino non del tutto chiariti dalle fonti coeve, gli storici sono convinti che la lotta si trascinò per diversi giorni. Durante il primo di essi, caduto di venerdì, gli arcieri turchi si posizionarono ai vari fianchi dell'accampamento, emettendo delle «urla feroci» mentre scagliavano delle raffiche di frecce e ritirandosi poi in tutta fretta per lasciare spazio ad altri gruppi i quali, da una diversa postazione, ripetevano la stessa tattica. In quella circostanza, i difensori riuscirono a tenersi compatti e resistettero con grande successo. Le manovre erano però rese ardue a causa dell'equipaggiamento pesante e delle distanze tra i vari reparti, con la comunicazione che veniva aggravata dalle barriere linguistiche sussistenti tra i guerrieri di diversa provenienza geografica. Ciò permise al sultano selgiuchida di tagliare le vie di fuga ai distaccamenti più lontani dal centro e, dopo aver dato luogo a una finta manovra di ritirata, di circondarli. Nel secondo giorno, il conestabile Corrado attaccò una piccola roccaforte turca situata a poca distanza e prevalse, ma non poté fare ritorno alla base cristiana e piombò in una trappola, perdendo alcune centinaia dei suoi soldati tedeschi e tutto il bottino raccolto. Ignaro delle vere motivazioni che lo stavano trattenendo a distanza, il mancato ritorno di Corrado fece temere al resto delle forze cristiane che le avesse abbandonate al proprio destino. L'intento della coalizione musulmana si profilava dunque chiaramente all'orizzonte: assottigliare le file nemiche per poi colpirle in gruppi meno numerosi, muovendosi all'unisono e in una terra che conoscevano a menadito. In maniera curiosa, durante il terzo giorno, una domenica, entrambi gli schieramenti si astennero da qualsiasi ostilità.
Il lunedì mattina, l'arcivescovo di Milano predicò a tutta la schiera dei crociati, esortando la folla a confessarsi e mostrando una reliquia di Sant'Ambrogio e la lancia sacra che Raimondo aveva portato con sé. L'esercito fu quindi schierato in formazione e frammentato in cinque diversi gruppi, quello dei borgognoni, quello di Raimondo e dei bizantini, quello dei tedeschi, quello dei francesi e infine quello dei lombardi. Nel tentativo di sfuggire alla morsa nemica, alcuni cristiani attaccarono i turchi causando svariate perdite, sia pur a caro prezzo. Quando il giorno successivo nuove truppe danishmendidi e aleppine affiancarono quelle di Arslan, egli poté aggredire con ferocia l'avanguardia lombarda, la prima a doversi preoccupare di sopportare il poderoso urto nemico; la lotta si dimostrò presto impari per un'armata composta da unità affamate e dal morale basso, costringendo i guerrieri italiani a decidere di abbandonare la schermaglia. Con il loro comandante, il conte di Biandrate, ruppero quindi i ranghi in preda al panico abbandonando le loro donne e i preti. Poco dopo anche i mercenari peceneghi seguirono lo stesso esempio, non intravedendo alcuna prospettiva di successo e ambendo a salvarsi la vita. Raimondo si trovò a quel punto abbandonato a se stesso, ma riuscì con le sue fedeli guardie del corpo a farsi strada su una collinetta rocciosa, dove resistette finché Stefano di Blois e Stefano di Borgogna poterono venire in suo soccorso. Per tutto il pomeriggio, francesi e tedeschi resistettero strenuamente, ma con il passare delle ore il senso di coesione venne gradualmente meno. Al calar della notte, Raimondo fu preso dal panico e, con il favore delle tenebre, sia pur ferito, fu salvato da Corrado e Stefano e fuggì verso la costa accompagnato dalla sua guardia del corpo provenzale e dalla sua scorta di soldati bizantini. Stando a una ricostruzione differente degli eventi, Raimondo sarebbe stato il primo a fuggire, mosso da una «insensata paura» la quale, a cascata, avrebbe coinvolto ogni reparto dell'esercito, provato dalle estenuanti lotte, dalla debolezza degli spossati cavalli e dal lungo digiuno. È pacifico che, prima dello spuntar del giorno, gli ultimi combattenti rimasti avevano rinunciato a lottare e si erano dati alla fuga, abbandonando nelle mani dei turchi tutto il proprio accampamento e i non-combattenti.
I vincitori sostarono nell'accampamento per trucidare gli uomini e le donne anziane che vi si trovavano, gettandosi poi all'inseguimento dei fuggiaschi, di cui sopravvissero quasi sicuramente soltanto coloro che erano a cavallo. Avendo viaggiato quasi tutti a piedi, i lombardi furono decimati a eccezione dei loro capi, comportando in totale lo sterminio di quattro quinti dell'intero esercito. Inoltre, grandi quantità di oggetti di valore e di armi caddero in mano ai turchi e le donne e i bambini catturati finirono negli harem o nei mercati di schiavi dell'Oriente. Raimondo e la sua scorta riuscirono a raggiungere il piccolo porto bizantino di Bafra, alla foce del fiume Ali, dove trovarono una nave che li condusse a Costantinopoli. L'arcivescovo Anselmo di Milano morì il 30 settembre nella capitale bizantina. Gli altri cavalieri che riuscirono a sfuggire alla mattanza si fecero strada verso il mare raggiungendo Sinope, da cui seguirono lentamente la corsa fino ad arrivare a Costantinopoli al principio dell'autunno. Nelle sue opere, Alberto di Aquisgrana si limita a concentrarsi sui nobili della Francia settentrionale deceduti, ma è presumibile che ogni contingente soffrì perdite ingenti. Jean Richard ha stimato il totale di morti e i prigionieri tra le 50 000 e le 160 000 vittime.

## Conseguenze

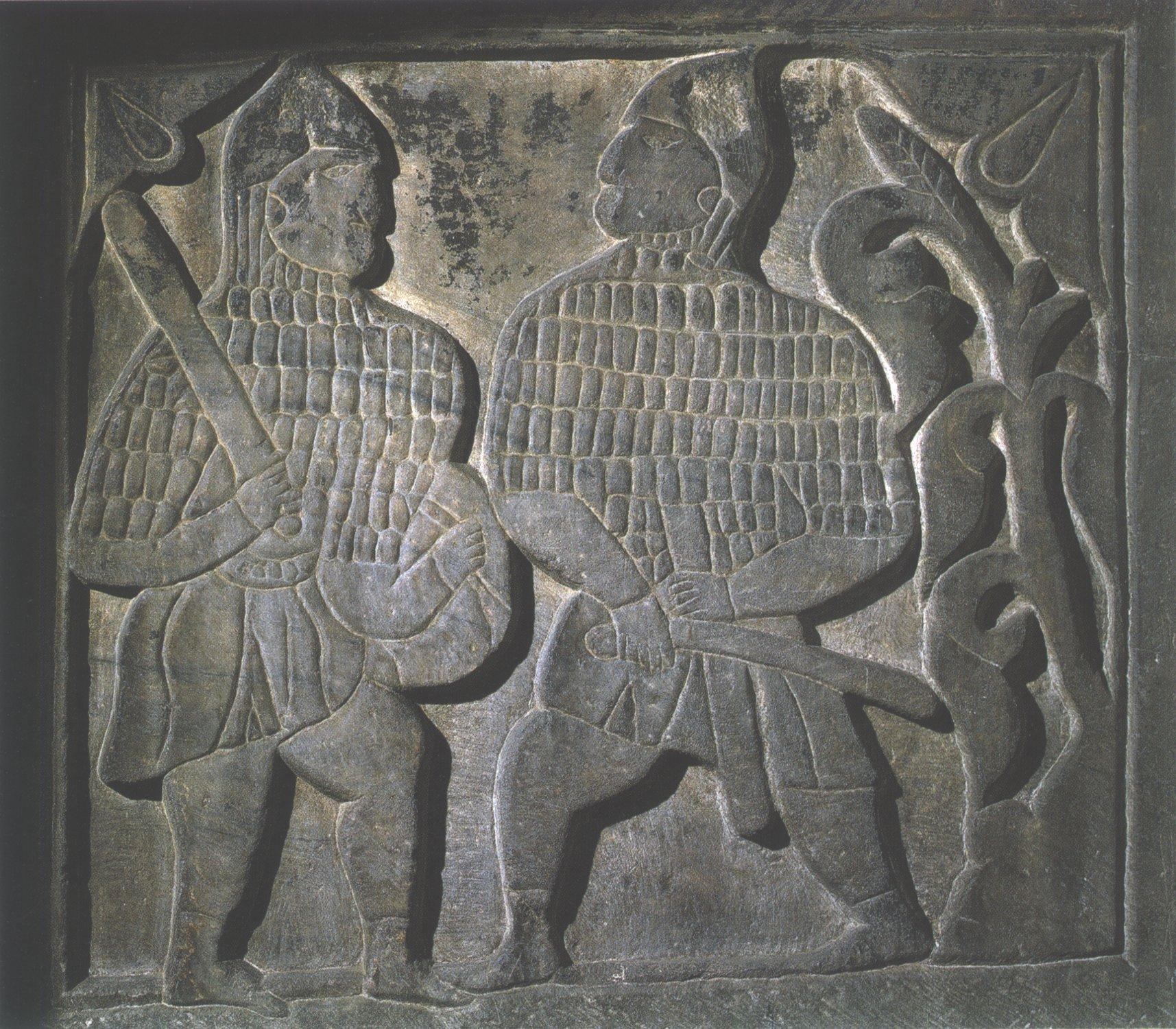
Bassorilievo che ritrae due guerrieri selgiuchidi conservato nel Museo di arte turca e islamica a Istanbul (quartiere di Sultanahmet (Fatih)), in Turchia

In cerca di un capro espriatorio, l'opinione pubblica crociata fece ricadere le responsabilità della disfatta in capo ai bizantini. Si vociferava infatti che il conte Raimondo, obbedendo alle indicazioni di Alessio Comneno, avesse deviato dal percorso principale e fosse di proposito caduto vittima di un'imboscata turca, suscitando la soddisfazione dell'imperatore. Alessio, in realtà, era furibondo per l'esito della spedizione con Raimondo e i suoi compagni; malgrado li ricevette con cortesia, fu molto freddo e non nascose affatto il proprio disappunto. Forse una probabile riconquista di Kastamonu e delle zone interne della Paflagonia avrebbero potuto smuovere la sua compassione, ma il suo desiderio principale appariva quello di assicurarsi una strada sicura e diretta verso la Siria, con il risultato che sarebbe stato di gran lunga più facile difendere i territori riconquistati nella parte sud-occidentale dell'Asia Minore. La sua intenzione era quella di sfruttare l'arrivo degli europei nel Vicino Oriente per espandere i propri domini a sud-est e non invece a nord-est, dove aveva avviato delle trattative di pace con l'emiro danishmendide per il riscatto di Boemondo. L'esito della campagna aveva generato anche un'altra conseguenza, quella di rinvigorire moralmente i turchi e di far crollare, nel giro di qualche anno rispetto ai viaggi precedenti, il mito dell'invincibilità dei crociati giunti dal continente. Il sultano selgiuchida ripristinò il suo dominio sull'Anatolia centrale e presto avrebbe fissato la sua capitale a Iconio, proprio sulla principale via di comunicazione tra Costantinopoli e la Siria; intanto, il malik danishmendide Gazi continuò nelle sue manovre di conquista della valle dell'Eufrate fino alle frontiere della contea di Edessa. A peggiorare non furono soltanto le linee di comunicazione tra Siria ed Europa, praticamente divenute inservibili, ma anche i rapporti tra i crociati e i bizantini. Se da un lato i primi accusavano l'imperatore di stare ordendo delle trame segrete ai danni degli occidentali, dall'altro Costantinopoli si scandalizzava e si adirava per la stoltezza e l'arroganza degli alleati giunti da lontano.
Tempo dopo, seguirono una seconda e una terza spedizione iscritte al novero della crociata del 1101, ma anch'esse terminarono con risultati disastrosi.